# Lessertia rigida
Lessertia rigida är en ärtväxtart som beskrevs av Ernst Meyer. Lessertia rigida ingår i släktet Lessertia och familjen ärtväxter. Inga underarter finns listade i Catalogue of Life.